# パスクアーレ・マッツォッキ
- パスクアーレ・マッゾッキ

パスクアーレ・マッツォッキ（Pasquale Mazzocchi, 1995年7月27日 - ）は、イタリア・ナポリ出身のサッカー選手。SSCナポリ所属。イタリア代表。ポジションは、ディフェンダー。

## 経歴

### クラブ
2014年8月31日、セリエCのグロッセート戦でデビューを果たした。
2018年7月9日、セリエBのペルージャと4年契約を結んだ。
2020年9月23日、セリエBのヴェネツィアに3年契約で加入した。
2022年1月25日、セリエAのサレルニターナに一定の条件が達せられた場合には買取り義務の発生するレンタル移籍で加入した。
2024年1月5日、セリエAのSSCナポリに3年半契約で加入した。2024年1月7日、トリノ戦で後半から途中出場して移籍後初出場を果たすも、後半5分に一発退場処分となった。

### 代表
2022年9月16日、同月に行われるUEFAネーションズリーグ2022-23の2試合のメンバーとして、イヴァン・プロヴェデルとグリエルモ・ヴィカーリオと共にイタリア代表に初招集された。27日にアウェイのプスカシュ・アレーナで行われたハンガリー代表との試合で、2-0と勝ち越しているなか後半45分からジョバンニ・ディ・ロレンツォに代わってピッチに入りイタリア代表にデビューした。試合はこのまま動かずデビュー戦を勝利で終えたが、サレルニターナに所属している選手がイタリア代表の試合に出場するのは史上初の出来事であった。